# Завгородня Ольга Леонідівна
Ольга Леонідівна Завгородня (нар. 6 січня 1983, Прилуки, Чернігівська область) — українська легкоатлетка, Майстер спорту України міжнародного класу, член збірної команди України з легкої атлетики, бронзова призерка Всесвітньої Універсіади з естафетного бігу 4 по 400 м, чемпіонка Всесвітньої Універсіади з естафетного бігу 4 по 400 м, фіналістка з бігу на 400 м, 7 місце (Таїланд, м. Бангкок, 2007); чемпіонка Всесвітньої Універсіади з бігу на 800 м (Китай, м. Женьшень, 2011).

## Біографія
Ольга народилася 6 січня 1983 року у місті Прилуки в родині простих трударів. Батько — Леонід Олексійович, майстер з наладки холодильних установок, нині — пенсіонер. Мати, Надія Федорівна, кондитер, нині — пенсіонер. Є старша сестра Тетяна, у якої є власна сім'я.
Навчаючись в середній школі № 1 м. Прилуки, Оля вирізнялася недитячим прагненням виглядати сильнішою за інших. Вона систематично тренувалась в секції легкої атлетики. У шкільні роки неодноразово становилася чемпіонкою та призеркою всеукраїнських змагань школярів. Після закінчення школи вступила до Чернігівського державного інституту економіки та управління. Навчаючись в інституті, який закінчила в 2005 році на відмінно, виконала норматив майстра спорту та неодноразово становилася переможницею та призеркою чемпіонатів України серед юніорів та молоді з бігу на 400 м з бар'єрами та 400 м. В 2006 році була включена до штатної збірної команди України з легкої атлетики. В 2007 році вступила до Чернігівського державного педагогічного університету ім. Т. Г. Шевченко (ЧДПУ), а згодом, в 2008 році до аспірантури. У цьому ж році її включили до спортивної команди навчального центру підготовки працівників ОВС при УМВС України в Чернігівській області. Так Ольга стала інспектором спортивної команди правоохоронців, лейтенантом міліції (з 2011 року — капітан міліції).
Нині, Ольга тренер вищої категорії та працює тренером в обласній школі вищої спортивної майстерності, де разом зі своїм тренером Михайлом Степановичем працюють над підвищенням майстерності майстрів спорту, членів штатної команди України з легкої атлетики Красуцької Анни, Позднякова Олексія, Миколенко Марії, а також працює викладачем на факультеті фізичного виховання Чернігівського національного педагогічного університету імені Т. Г. Шевченка та продовжує працювати над дисертацією.
В особистому житті Ольга багато читає, займається вдосконаленням у вивченні іноземної мови. Неодружена.
Зріст 171, вага 56 кг.

## Освіта
Закінчила у 2005 році Чернігівський державний інститут економіки та управління.
В 2007 році вступила до Чернігівського державного педагогічного університету імені Т. Г. Шевченко (ЧДТУ), а згодом, в 2008 році до аспірантури ЧДПУ імені Т. Г. Шевченко, факультет фізичного виховання.

## Трудова діяльність
2008 році включено до спортивної команди навчального центру підготовки працівників ОВС при УМВС України в Чернігівській області, інспектор спортивної команди правоохоронців, лейтенантом міліції (з 2011 року — капітан міліції).
Нині — тренер вищої категорії з легкої атлетики, працює тренером в обласній школі вищої спортивної майстерності та викладач кафедри фізичного виховання, факультету фізичного виховання Чернігівського національного університету імені Т. Г. Шевченка.

## Сьогодення
З 2016 року, Ольга Леонідівна навчається в ISR академії (Південна Корея), що є новою сходинкою її кар'єри або перехід від елітного спорту після закінчення спортивної кар‘єри до консультування, адміністрування, функціонування в галузі. Вона є тренер-консультантант команди легкоатлетів Dong-AUniversity, ISRAcademy де продовжує свою дослідно-педагогічну діяльність і має виступи на наукових зібраннях за результатами своїх розвідок у історії та методиці тренування в легкій атлетиці.

## Ранковий спортивний івент
17 серпня 2018 у м. Чернігові Ольга Леонідівна ділилась досвідом в заході: «Ранковий спортивний івент».
Першею подією став прямий ефір у програмі «Ранні пташки» чернігівська хвиля, українського радіо. Про спорт, зокрема легку атлетику, про те як стають олімпійськими функціонерами по завершенню спортивної кар'єри, про гендерну нерівність у спорті, прикладом корейської легкої атлетики, про корейську культуру, про науково-педагогічні розвідки й плани. До події було підготовлено буклет, що містить тези доповіді Завгородньої О. Л. про роботу в Південній Кореї, наукові й соціально-педагогічні дослідження та надаються відомості про її життєвий і спортивний шлях.

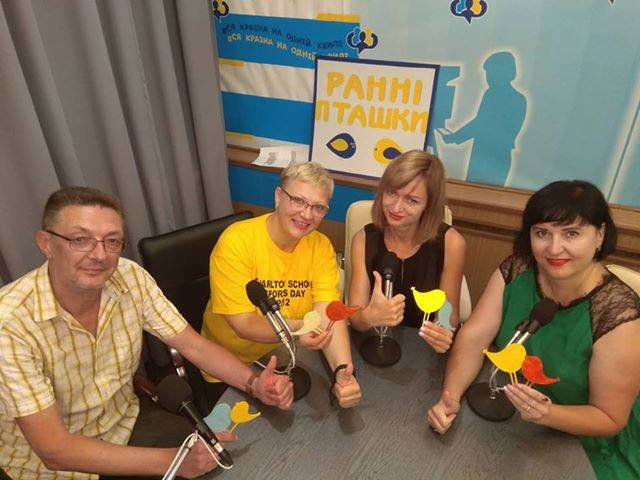

Надалі ранок продовжили тренування .Збори команди «Буревісник-ШВСМ», гравці та тренери якої є студентами та випускниками факультету фізичного виховання, вже розпочато! Все за розкладом. Іде підготовка до сезону 2018/2019 років.
У рамках навчально-тренувального процесу 17 серпня відбулося відкрите ранкове тренування зі спеціальною гостею — Ольгою Завгородньою — майстром спорту міжнародного класу з легкої атлетики, чемпіонкою Всесвітньої Універсіади, учасницею чемпіонатів світу та Європи, випускницею факультету фізичного виховання, співробітницею кафедри фізичного виховання (по закінченню аспірантури), яка ділилась своїм досвідом і знаннями в галузі легкої атлетики

## Досягнення
- Майстер спорту України міжнародного класу, член збірної команди України з легкої атлетики;
- Бронзова призерка Всесвітньої Універсіади з естафетного бігу 4 по 400 м, фіналістка з бігу на 400 м, 8 місце (Туреччина, м. Ізмір, 2005);
- Учасниця зимового чемпіонату світу (Росія, м. Москва, 2006);
- Учасниця зимового чемпіонату Європи (Англія, м. Бірмінгем, 2007);
- Чемпіонка Всесвітньої Універсіади з естафетного бігу 4 по 400 м, фіналістка з бігу на 400 м, 7 місце (Таїланд, м. Бангкок, 2007);
- Учасниця чемпіонату світу з естафетного бігу 4 по 400 м (Японія, м. Осака, 2007);
- Всесвітньої Універсіади з бігу на 800 м, 4 місце (Сербія, м. Белград, 2009);
- Учасниця чемпіонату Європи з бігу на 800 м (Іспанія, м. Барселона, 2010);
- Чемпіонка Європи серед поліцейських (Україна, м. Донецьк, 2010);
- переможниця Всесвітньої Універсіади з бігу на 800 м (Китай, м. Женьшень, 2011);
- Фіналістка чемпіонату світу з естафетного бігу 4 по 400 м, 5 місце (Корея, м. Дегу, 2011).
- Є рекордсменкою Чернігівської області з бігу на 400 м, 800 м та естафетного бігу 4 по 400 м.

Перший і діючий тренер — заслужений тренер України Марченко Михайло Степанович.

## Нагороди
За високі досягнення в спорті, майстерність талановитої спортсменки високо відзначено на державному рівні. Указом президента України від 25.09.2007 року, нагороджена медаллю «За працю та звитягу», Ольга неодноразово нагороджувалась почесними грамотами міністра науки та освіти, міністра молоді та спорту, міністра внутрішніх справ та голови Чернігівської обласної державної адміністрації.